# Randaberg
Randaberg – norweskie miasto i gmina leżąca w regionie Rogaland.
Randaberg jest 426. norweską gminą pod względem powierzchni.

## Demografia
Według danych z roku 2005 gminę zamieszkuje 9099 osób. Gęstość zaludnienia wynosi 371,24 os./km². Pod względem zaludnienia Randaberg zajmuje 115. miejsce wśród norweskich gmin.
| ludność stan na 1 stycznia 2005 |         |           |       |
|                                 | kobiety | mężczyźni | razem |
| osób                            | 4605    | 4494      | 9099  |
| %                               | 50,61%  | 49,39%    | 100%  |

| wykształcenie stan na 1 października 2004 |        |         |        |        |
|                                           | podst. | średnie | wyższe | niezn. |
| osób                                      | 1045   | 4070    | 1421   | 145    |
| %                                         | 15,64% | 60,92%  | 21,27% | 2,17%  |

## Edukacja
Według danych z 1 października 2004:
- liczba szkół podstawowych (norw. grunnskolar): 3
- liczba uczniów szkół podstawowych: 1565

## Władze gminy
Według danych na rok 2011 administratorem gminy (norw. rådmann) jest Magne Fjell, natomiast burmistrzem (norw. ordfører, d. borgermester) jest Tone Tvedt Nybø.